# Lance Lynn
Michael Lance Lynn, född den 12 maj 1987 i Indianapolis i Indiana, är en amerikansk professionell basebollspelare som spelar för Chicago White Sox i Major League Baseball (MLB). Lynn är högerhänt pitcher.
Lynn har tidigare spelat för St. Louis Cardinals, Minnesota Twins, New York Yankees och Texas Rangers.
Lynn draftades av Seattle Mariners 2005 som 173:e spelare totalt, men inget kontrakt upprättades mellan parterna. Han började i stället studera vid University of Mississippi och spelade för deras idrottsförening Ole Miss Rebels. 2008 gick han åter i draften och den här gången valdes han av St. Louis Cardinals, som 39:e spelare totalt, och ett kontrakt signerades. Han debuterade i MLB den 2 juni 2011.
Lynn har vunnit en World Series (2011) och har två gånger tagits ut till MLB:s all star-match (2012 och 2021).